# 市野町
市野町（いちのちょう）は静岡県浜松市中央区の町名。丁番を持たない単独町名である。住居表示未実施。

## 地理
浜松市中央区の東部、長上地区の北中部に位置する。東で上石田町・下石田町・笠井新田町、西で小池町、南で天王町、北で大瀬町・大島町と接する。

### 河川
- 安間川

### 学区
小学校・中学校の学区は以下の通りである。
| エリア                     | 小学校名             | 中学校名           |
| -------------------------- | -------------------- | ------------------ |
| 東自治会・南自治会         | 浜松市立与進小学校   | 浜松市立与進中学校 |
| 北自治会（505～524を除く） | 浜松市立与進北小学校 | 浜松市立与進中学校 |
| 北自治会（505～524）       | 浜松市立大瀬小学校   | 浜松市立積志中学校 |

## 歴史

### 沿革
- 1889年（明治22年）4月1日 - 町村制の施行により、長上郡市野村が周辺の村と合併して改めて長上郡市野村となる[WEB 8]。旧村名は市野村の大字として残る[書籍 1]。
- 1896年（明治29年）4月1日 - 郡制の施行により、市野村の所属郡が浜名郡に変更となる。
- 1927年（昭和2年）2月1日 – 市野村と天王村が合併し、長上村となる。
- 1954年（昭和29年）3月1日 – 長上村が浜松市に編入される。
- 1955年（昭和30年） - 大字市野から市野町へ住所表記を変更する[WEB 9]。
- 2007年（平成19年）4月1日 - 浜松市が政令指定都市となる。市野町は東区の一部となる。
- 2024年（令和6年）1月1日 - 浜松市の行政区再編により、市野町は中央区の一部となる。

## 施設
- 浜松市立与進幼稚園
- 社会福祉法人松渓会 幼保連携型認定こども園 市野与進こども園
- 浜松市立与進北小学校
- 浜松市立与進中学校
- 静岡県警察浜松東警察署長上交番
- 浜松市長上協働センター
- JAとぴあ浜松市野支店
- 浜松市野郵便局
- 浜松ホトニクス 本社
- YKマルト 浜松本社・工場
- 応化建材工業 本社
- 山岡建設 本社
- 構造社
- ウエキコーポレーション 浜松営業所
- ローソン浜松市野町南店
- ファミリーマート浜松市野店
- 曹洞宗常楽山安養寺
- 曹洞宗正浦山永心寺
- 曹洞宗萬松山宗安寺
- 熊野神社

## 交通

### バス
- 遠鉄バス
  - 73・75・76笠井線（浜松駅 方面 - ）市野 - 市野上（ - 笠井上町 方面）
  - 74・77蒲線（浜松駅（中田町／東海染工経由） 方面 - ）与進北小 - 小池東 - さぎの宮入口[注釈 1] - さぎの宮中 - さぎの宮南（ - 笠井上町 方面）

### 道路
- 東名高速道路
- 静岡県道45号天竜浜松線（笠井街道）
- 静岡県道261号磐田細江線（姫街道）
- 静岡県道296号熊小松天竜川停車場線（橋羽往還）
- 浜松市道市野積志線（水鏡通り）

## その他

### 警察
警察の管轄区域は以下の通りである。
| 番・番地等 | 警察署       | 交番・駐在所 |
| ---------- | ------------ | ------------ |
| 全域       | 浜松東警察署 | 長上交番     |

### 消防
消防の管轄区域は以下の通りである。
| 番・番地等 | 消防署   | 本署/出張所  |
| ---------- | -------- | ------------ |
| 全域       | 東消防署 | 上石田出張所 |